# Élections de l'assemblée de Londres en 2012
Les élections de l'assemblée de Londres en 2012 se sont tenues le 3 mai 2012. Il y a deux scrutins, le scrutin dans les circonscriptions et le scrutin régional. Ces élections se déroulent le même jour que les élections du maire de Londres.

## Composition de l'Assemblée élue
| Parti               | Circonscription | Régional | Total   |
| ------------------- | --------------- | -------- | ------- |
| Parti travailliste  | 8 / 14          | 4 / 11   | 12 / 25 |
| Conservateur        | 6 / 14          | 3 / 11   | 9 / 25  |
| Vert                | 0 / 14          | 2 / 11   | 2 / 25  |
| Libéraux-démocrates | 0 / 14          | 2 / 11   | 2 / 25  |
| Total               | 14 / 14         | 11 / 11  | 25 / 25 |

## Élus dans les circonscriptions
| Circonscription        | Sortant | Sortant          | Élu | Élu              |
| ---------------------- | ------- | ---------------- | --- | ---------------- |
| Barnet and Camden      |         | Brian Coleman    |     | Andrew Dismore   |
| Bexley and Bromley     |         | James Cleverly   |     | James Cleverly   |
| Brent and Harrow       |         | Navin Shah       |     | Navin Shah       |
| City and East          |         | John Biggs       |     | John Biggs       |
| Croydon and Sutton     |         | Steve O'Connell  |     | Steve O'Connell  |
| Ealing and Hillingdon  |         | Richard Barnes   |     | Onkar Sahota     |
| Enfield and Haringey   |         | Joanne McCartney |     | Joanne McCartney |
| Greenwich and Lewisham |         | Len Duvall       |     | Len Duvall       |
| Havering and Redbridge |         | Roger Evans      |     | Roger Evans      |
| Lambeth and Southwark  |         | Val Shawcross    |     | Val Shawcross    |
| Merton and Wandsworth  |         | Richard Tracey   |     | Richard Tracey   |
| North East             |         | Jennette Arnold  |     | Jennette Arnold  |
| South West             |         | Tony Arbour      |     | Tony Arbour      |
| West Central           |         | Kit Malthouse    |     | Kit Malthouse    |

## Élus au scrutin régional
| Liste                   | Élu              | Élu              |
| ----------------------- | ---------------- | ---------------- |
| Liste travailliste      |                  | Nicky Gavron     |
| Liste travailliste      | Murad Qureshi    |                  |
| Liste travailliste      | Fiona Twycross   |                  |
| Liste travailliste      | Tom Copley       |                  |
| Liste conservatrice     |                  | Andrew Boff      |
| Liste conservatrice     | Gareth Bacon     |                  |
| Liste conservatrice     | Victoria Borwick |                  |
| Liste libéral-démocrate |                  | Caroline Pidgeon |
| Liste libéral-démocrate | Stephen Knight   |                  |
| Liste verte             |                  | Jenny Jones      |
| Liste verte             | Darren Johnson   |                  |

## Modification en cours de mandat
| Circonscription | Date | Nom              | Parti | Parti        | Successeur    | Parti | Parti        |
| --------------- | ---- | ---------------- | ----- | ------------ | ------------- | ----- | ------------ |
| Régional        | 2015 | Victoria Borwick |       | Conservateur | Kemi Badenoch |       | Conservateur |